# Wolfgang Amadeus Mozart
Wolfgang Amadeus Mozart, jméno podle křestního záznamu Joannes Chrysostomus Wolfgangus Theophilus Mozart (27. ledna 1756 Salcburk – 5. prosince 1791 Vídeň) byl rakouský klasicistní hudební skladatel a klavírní virtuos. Je uznáván jako geniální hudebník, komponoval díla světského i duchovního charakteru – opery, symfonie, koncertní skladby pro různé sólové nástroje, komorní hudbu, mše a chorály.
Ve svém dětství koncertoval po celé Evropě. Poté, co opustil pozici dvorního skladatele v Salcburku, nenalezl již přes svou proslulost stálé placené místo pro zajištění existence své rodiny. Často cestoval a byl neustále v dluzích. Nechtěl sloužit jako lokaj aristokratické společnosti a přál si zůstat svobodným umělcem. Mezi jeho nejproslulejší díla se řadí opery Figarova svatba a Don Giovanni a jeho poslední monumentální, i když nedokončený, opus zádušní mše Requiem d moll (KV 626).

## Život

### Dětství a mládí

Portrét Mozarta v době dětství. Již tehdy byl považován za velký hudební talent a objel se svými rodiči půlku Evropy.

Narodil se 27. ledna 1756 v Salcburku jako nejmladší ze sedmi dětí Leopolda a Anny Marie Mozartových. Ze všech sedmi sourozenců se však dospělosti dožili jen Wolfgang a jeho o čtyři a půl roku starší sestra Marie Anna, přezdívaná Nannerl. Za předčasná úmrtí Wolfgangových sourozenců mohly především dětské nemoci a špatná hygiena.
Rodiče mu dali následující křestní jména: Joannes Chrysostomus Wolfgangus Theophilus.
Není doloženo, že by Mozart sám kdy používal své nyní běžné druhé (v původním pořadí ovšem čtvrté) křestní jméno ve formě Amadeus. Původní jména Wolfgangus a Theophilus si sám upravil na Wolfgang Amadé a tak se i podepisoval. Během cest po Itálii se nazýval Wolfgango Amadeo. Jako Amadeus se sám označil jen v žertu ve třech dopisech.
V dětství cestoval s celou rodinou na dlouhých hudebních turné po metropolích celé Evropy. Při tehdy tři roky trvajícím turné po západní Evropě navštívili severní Německo, Nizozemí, Paříž, dále Londýn, Haag a znovu Paříž, jižní Francii a Švýcarsko. Jeden koncert odehrál i v Prešpurku. V Anglii se seznámil s Johannem Christianem Bachem, který mu pomáhal dále se zdokonalovat ve hře na klavír, a poznal zblízka prostředí tam usedlé italské opery. Wolfgang (rodiče jej nazývali Wolferl, v překladu „vlček“) a jeho sestra Nannerl byli na tomto turné oba představováni jako zázračné děti.

Mozartova sestra Maria Anna jako mladé děvče

Později podnikl, tentokrát už pouze se svým otcem, studijní cesty po Itálii. Pomocí otcových známostí získával od šlechtických příznivců objednávky na nové opery. V Boloni se setkal s českým hudebním skladatelem Josefem Myslivečkem. V Itálii poznal italský hudební styl, jenž byl tehdy uznáván za jediný a dokonalý, a zkomponoval dvě typicky italské opery: Mithridates, král pontský (Mitridate, re di Ponto) a Lucio Silla; dále serenádu Ascanius v Albě (Ascanio in Alba). Během italské cesty se zhoršil jeho vztah k otci. Po návratu z Itálie navštívil Vídeň a Mnichov, kde se konala premiéra jeho opery Zahradnice z lásky (La finta giardiniera).

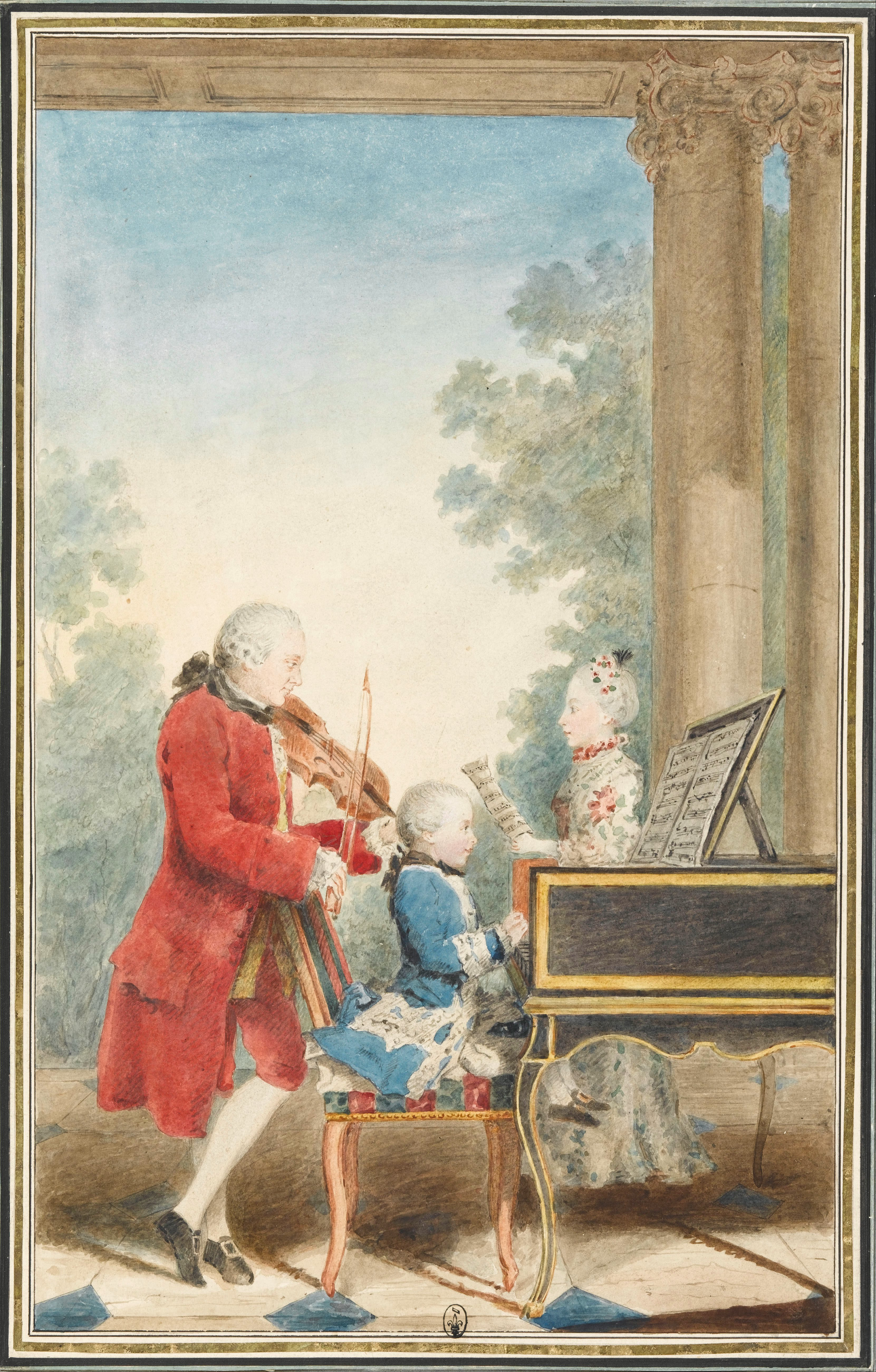
Leopold, Nannerl a malý Mozart při koncertu v Paříži, akvarel z roku 1763

Mozart se vyznačoval fenomenálními schopnostmi od svého útlého dětství. Skládal již v pěti letech. Hrál na klavír a na housle. Spolu s otcem a sestrou koncertoval a předváděl svá raná díla před evropskou šlechtou. V 17 letech byl zaměstnán jako dvorní skladatel v Salcburku, sídelním městě Salcburského knížecího arcibiskupství. Stal se však brzy nesoustředěným a hledal lepší místo.

### V Brně a Olomouci (1767–1768)

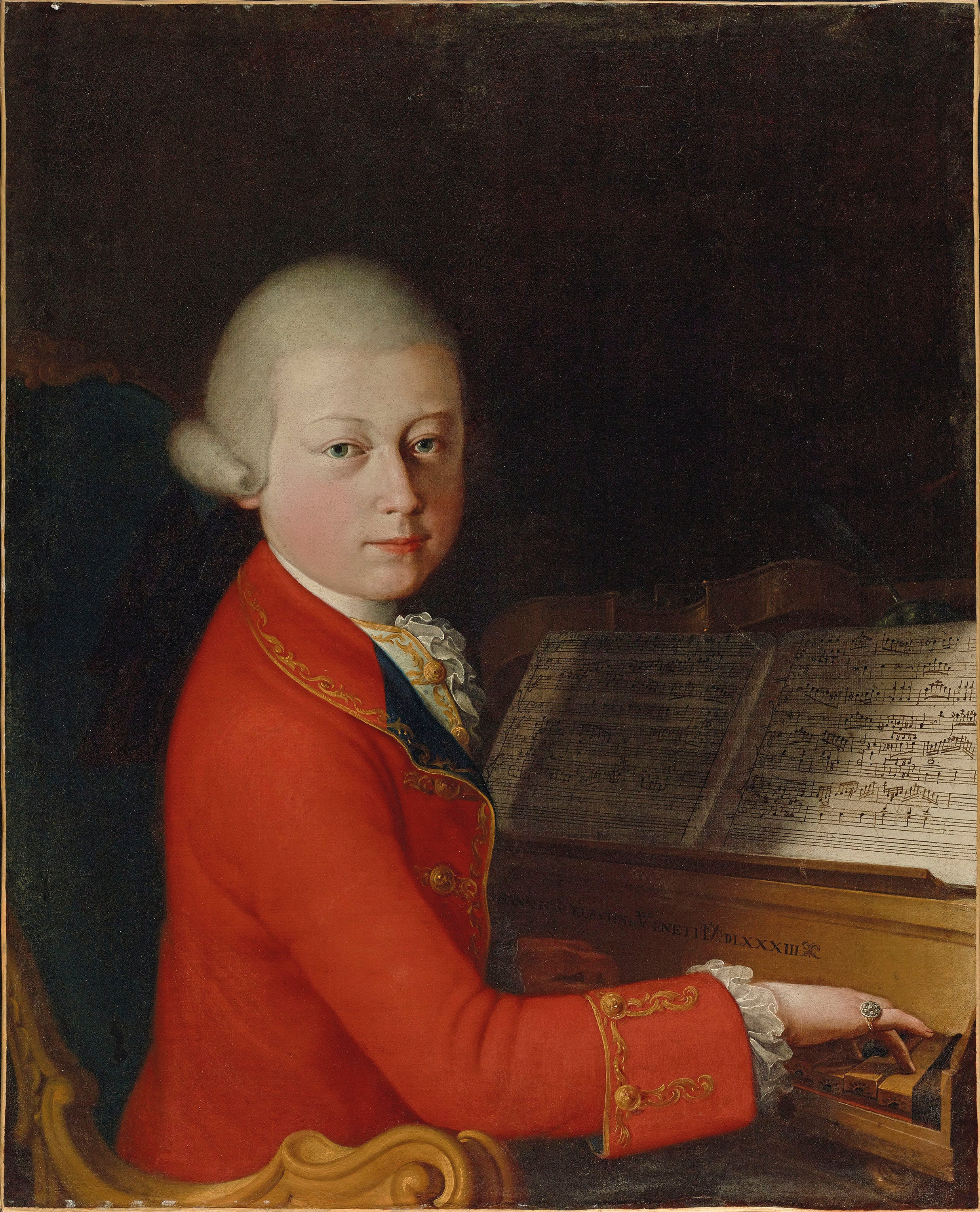
Mozart v roce 1770

Od května roku 1767 ve Vídni vypukla epidemie černých neštovic, která se nevyhnula ani císařské rodině. Mozartovi se v té době nacházeli ve Vídni, otec Leopold Mozart chtěl u příležitosti svatby v císařské rodině uplatnit nadání své i svých dětí a vydělat při tom peníze. Když se místo svatby konal v císařské rodině pohřeb, Leopold Mozart se spolu s dcerou Nannerl a jedenáctiletým synem Wolfgangem rozhodli odjet nejprve do Brna, kam přijeli 24. října 1767, ale protože moravská šlechta byla v té době na svých venkovských statcích, odjeli do Olomouce. Tam se 26. října ubytovali v tehdejším hostinci „U Černého orla“ (dnes Hauenschildův palác), kde ještě téhož večera u malého Wolfganga propukly příznaky choroby. Avšak již 28. října nabídl kapitulní děkan hrabě Leopold Antonín Podstatský Leopoldu Mozartovi svého lékaře a ubytování rodiny v paláci, kde jim vyčlenil dva pokoje ve své rezidenci v kapitulním děkanství. Na kapitulním děkanství se kolem Mozartových vytvořil přátelský okruh zejména církevních hodnostářů: Rodinu navštěvovali například tehdejší biskupský ceremoniář Jan Leopold Hay, olomoucký kanovník Matyáš František Chorinský a kroměřížský probošt Antonín Theodor z Colloredo-Waldsee (všichni pozdější biskupové), kanovníci Jan Leopold Post, Johann Baptist Grimm nebo student teologie Josef Tonsern. Mladý Wolfgang se v příjemném prostředí paláce poměrně rychle natolik zotavil, že mohl opět komponovat (dokončil zde mj. svou 6. symfonii F dur). Poté odjeli Mozartovi 23. prosince 1767 do Brna, kde byli ubytováni ve Schrattenbachově paláci a dne 30. prosince v tehdejší Taverně (dnešní Redutě) koncertovali pro hraběte Františka Antonína ze Schrattenbachu. Z Brna odjela rodina 9. ledna 1768 zpět do Vídně.

### Salcburk a cesty (1777–1781)

Leopold Mozart se svými dětmi Wolfgangem a Marií Annou, na zdi portrét zemřelé manželky a matky Anny Marie Mozartové. Obraz od Johanna Nepomuka della Croce, kolem 1780

Nějakou dobu strávil Mozart v rodném Salcburku, ale brzy byl propuštěn z arcibiskupské služby a odjel na podzim roku 1777 s matkou na další turné po Evropě. Projel několik německých metropolí, a když se mu nepodařilo získat místo v Mannheimu, tehdejším hudebním centru, odcestoval i se svou matkou do Paříže. Mozartova matka Anna Maria se však v Paříži nakazila tyfoidní horečkou a za čtrnáct dní zemřela.

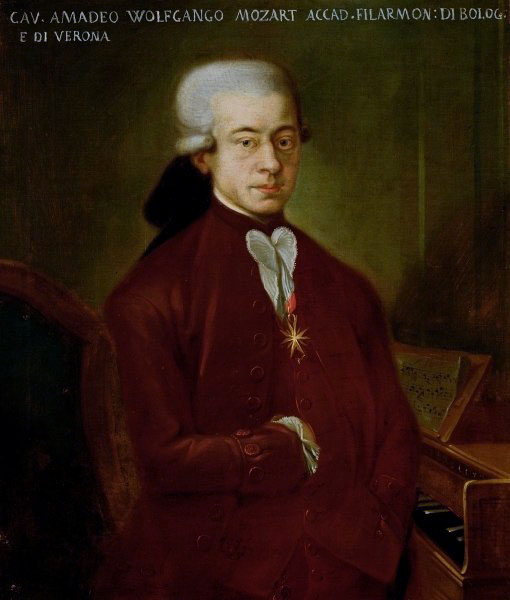
Mozart v roce 1777

Do Salcburku se Mozart vrátil v lednu 1779 na místo varhaníka. Jako poddaný suverénního vládce Salcburského knížecího arcibiskupství (Fürsterzbistum Salzburg) usiloval o propuštění ze služby. Této žádosti však arcibiskup Jeroným z Colloreda nevyhověl, a tak se Mozart rozhodl do Vídně uprchnout ilegálně.

### Ve Vídni (1781–1791)
Během návštěvy Vídně v roce 1781 opustil Mozart svou pozici dvorního skladatele v Salcburku, což vedlo k téměř definitivní roztržce s otcem Leopoldem. Rozhodl se zůstat v hlavním městě, kde se rychle proslavil. Ve Vídni se Mozart zapojil do pokrokářských kruhů. Jeho tvorba byla součástí tehdejších pokusů o vytvoření původní německé opery včetně zpěvu v jazyku země, tedy němčině. Německá opera měla nahradit italské umění, považované za elitářské.
4. srpna 1782 se ve Vídni v katedrále sv. Štěpána Mozart oženil s Constanze (Konstancií), rozenou Weberovou, dcerou své bývalé bytné. Sňatek se setkal s odporem otce Leopolda a sestry Marie Anny. Dovršila se tím roztržka, která vznikla již při Mozartově konfliktu s knížetem-arcibiskupem Colloredem a jeho odchodu do Vídně. Leopoldu Mozartovi se také naprosto nezamlouval synův rozmařilý způsob života a neschopnost dobře hospodařit s často značnými příjmy.
Během prvních dvou let dosáhl Mozart ve Vídni vrcholu své tvorby, což se projevilo i na jeho příjmech. Po porodu prvního dítěte Raimunda, jenž však zemřel dva měsíce po narození, odjeli Mozart a jeho manželka do Salcburku. Wolfgang zamýšlel představit Constanzi otci a sestře. K usmíření v rodině však nedošlo.
Dva roky po narození druhého syna Carla Thomase (* 21. září 1784), který se dožil poměrně vysokého věku, porodila Constanze dalšího syna Johanna Thomase. Ten však zemřel velmi záhy. Dcera Theresia zemřela jako půlroční a Anna Maria ještě v den porodu. Teprve v pořadí šesté dítě syn Franz Xaver, narozený krátce před Mozartovou smrtí (* 26. července 1791), se dožil dospělosti (zemřel však dříve než jeho starší bratr Carl Thomas).
V roce 1785 Mozart vstoupil do vídeňské zednářské lóže „Dobročinnost“ (Zur Wohltätigkeit).
Po prvním návratu z Prahy (1787) byl Mozart přijat do služby u dvora, což mu zvýšilo příjmy, přesto se však pro svůj nákladný způsob života nadále potýkal s finančními obtížemi, které musel překlenovat půjčkami. Pro hudebníky ve Vídni to bylo těžké období kvůli rakousko-turecké válce, protože klesla jak obecná úroveň prosperity, tak schopnost šlechty podporovat hudbu. V roce 1789 podnikl tříměsíční turné po severním Německu, ale ani to nebylo příliš výnosné. Po smrti císaře Josefa II. v roce 1790 zreorganizoval jeho bratr a nástupce Leopold II. dvorní život, to se však Mozarta finančně příliš nedotklo. Velmi náročné bylo tehdy uhrazení nákladů na léčení manželky Constanze v lázních Baden u Vídně. Doposud prodělané porody a nervové otřesy způsobené ztrátou čtyř dětí značně podlomily její zdraví.

### Návštěvy Prahy (1787 a 1791)

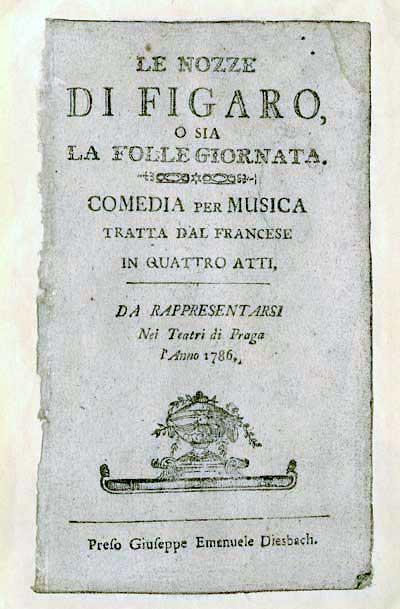
Programový sešit opery Figarova svatba pro inscenaci v Praze, 1786

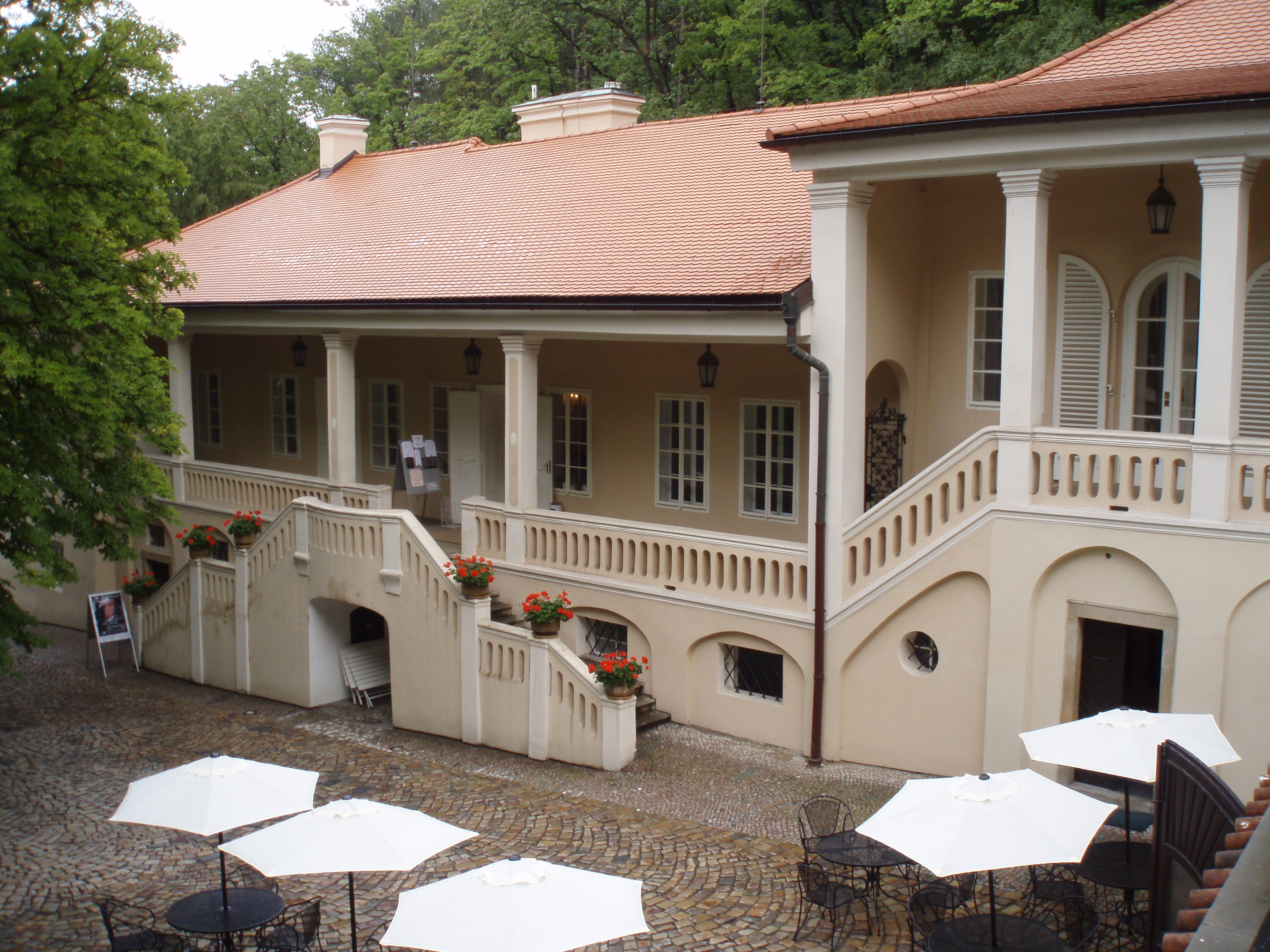
Vila Bertramka na Smíchově

Během dvou Mozartových návštěv v Praze byly v premiéře uvedeny dvě jeho opery:
- Don Giovanni (1787)
- La clemenza di Tito (1791)

V Praze Mozart navštěvoval manžele Duškovy, skladatele Františka Xavera Duška a jeho manželku, pěvkyni Josefínu Duškovou. Jejich bydlištěm byla Bertramka na Smíchově. Manželé Duškovi zůstali spřáteleni s Constanzí Mozartovou i po smrti jejího muže. 
V lednu 1787 hrál v Ústavu šlechtičen na Novém Městě pražském árie z Dona Juana na kladívkový klavír dochovaný v Českém muzeu hudby.
O prvním Mozartově pobytu v Praze napsal spisovatel František R. Kraus povídku "Mozart ve Staronové synagoze".

### Mozartova smrt a jeho pohřeb

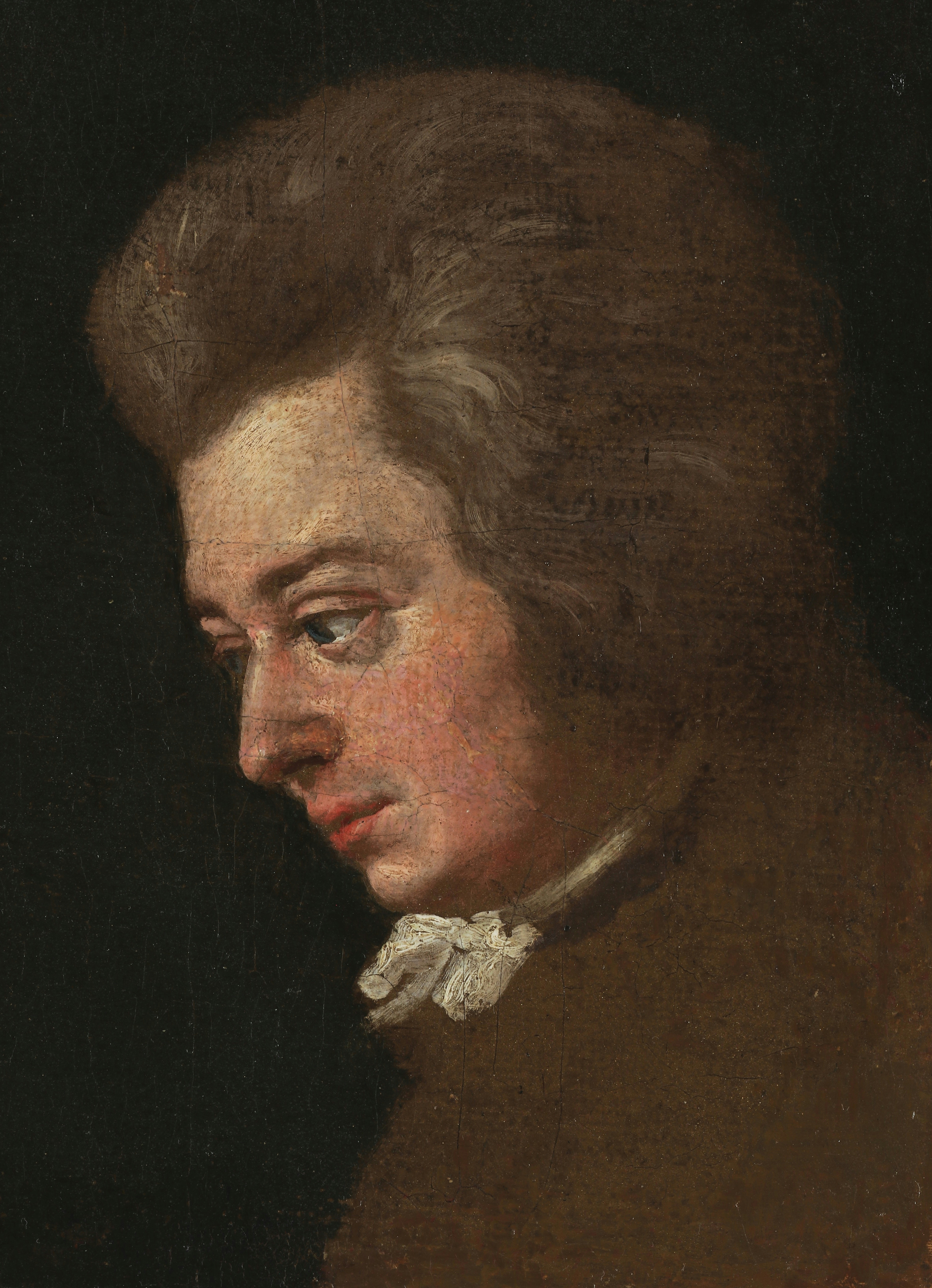
Portrét Mozarta od jeho švagra Josepha Langeho (1782/1783, nedokončeno)

Na podzim roku 1791 se Mozart nakazil infekční nemocí a 5. prosince 1791 ve Vídni zemřel. Své poslední dílo Requiem již nemohl dokončit. Brzo se objevily spekulace, podle nichž byl Mozart otráven a jako nepohodlný odstraněn. Z tohoto domnělého zločinu byl často obviňován Antonio Salieri, domněnky však nebyly nikdy potvrzeny a neexistují pro ně důkazy ani indicie. V roce 2015 bylo dokonce v Českém muzeu hudby objeveno společné dílo Mozarta a Salieriho, dokládající spolupráci obou skladatelů.

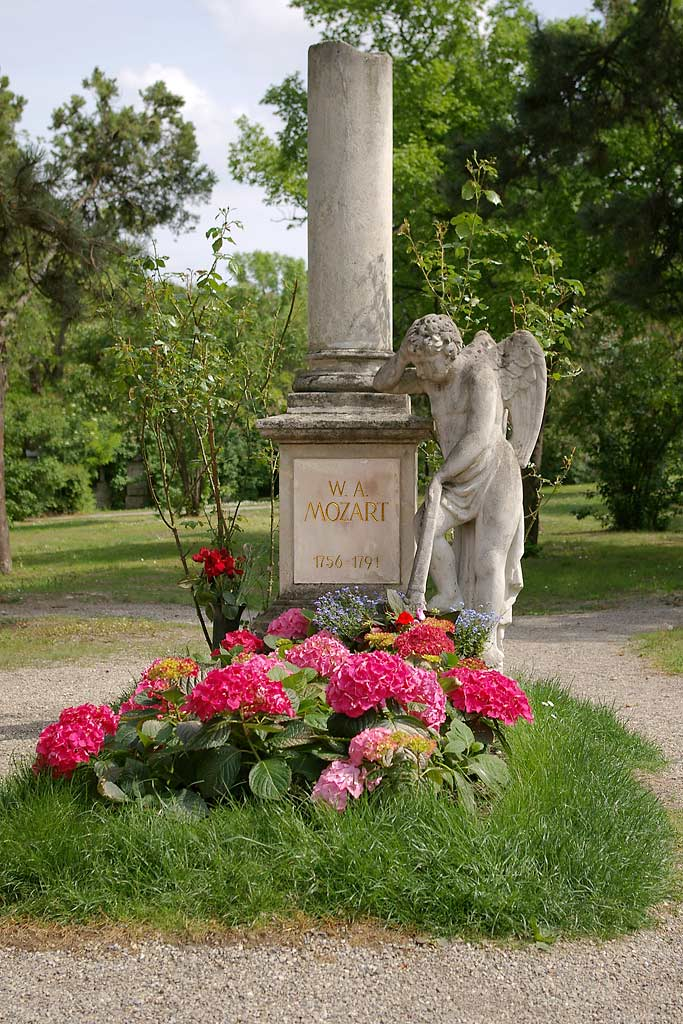
Mozartův památník na hřbitově Sankt Marx ve Vídni těsně před opravou, 2005

Pro nedostatek peněz bylo Mozartovo mrtvé tělo pohřbeno do „všeobecného jednoduchého hrobu“ (nikoliv do hromadného hrobu pro chudé), který se však nedochoval. Na vídeňském hřbitově Sankt Marx (Sankt Marxer Friedhof) v dnešním 3. městském okrese Landstraße (je součástí Vídně teprve od roku 1850), kde byl Mozart pohřben, byl však pro něho postaven památník.
Také okolnosti Mozartova pohřbu jsou dodnes předmětem zkoumání a dohadů. Mozartova mrtvola zůstala do druhého dne v bytě. Pak byla v rakvi přepravena do postranní kaple vídeňské katedrály svatého Štěpána, kde se 6. nebo 7. prosince 1791 konal smuteční obřad. Poté se pohřební průvod vydal směrem ke hřbitovu. Na tehdejší hranici města (dnes pouze 1. okres Vnitřní Město) průvod skončil, jak tehdy bylo zvykem. Podle některých zpráv jen hudební skladatel Johann Georg Albrechtsberger a jeho rodina rakev doprovodili až přímo ke hřbitovu. Poté byla rakev s mrtvým Mozartem ponechána v márnici. Samotný pohřeb se konal beze svědků asi až po 48 hodinách, tedy snad 8. prosince 1791, což byla předepsaná lhůta, aby se zamezilo pochování zdánlivě mrtvých zaživa. Mozartovým hrobníkem byl jistý Simon Preuschl, který rakev uložil do hrobu nijak neoznačeného, ani křížem, ani jinak.
Mozartova vdova Constanze zůstala po jeho předčasné smrti krátce bez finanční podpory. Dluhy, které po Mozartovi zůstaly, a náklady na živobytí své a dvou synů mohla pak nějakou dobu krýt díky penzi, kterou jí udělil císař Leopold II. Ten také přispěl na výtěžek benefičního koncertu ve prospěch Mozartových pozůstalých. Později se Constanze Mozart podruhé provdala za dánského diplomata a spisovatele Georga Nikolause von Nissen.

## Skladatelská dráha
Svou první skladbu složil ve svých 5 letech. Mozart obvykle pracoval dlouho a tvrdě, dokázal skladby dokončit závratnou rychlostí s blížící se dobou termínu.
Během dvou let působení v Salcburku zkomponoval kromě obvyklých skladeb souvisejících se službou u dvora také několik oper pro kočovné divadelní společnosti a divadlo v Mnichově. Mozart život v Salcburku špatně snášel.
Během následujících roků ve Vídni složil velký počet symfonií, koncerty pro různé sólové nástroje (především pro klavír a housle), mše a několik oper. Tak vznikla zpěvohra Zaide a dnes velmi oceňovaná opera Únos ze serailu (Die Entführung aus dem Serail).
Mezi lety 1786 a 1791 vznikly Mozartovy čtyři nejslavnější opery. Nejprve to byla Figarova svatba (1786) a rok poté Don Giovanni. Figarova svatba je zhudebněním politicky kontroverzní komedie francouzského dramatika Beaumarchaise, k jejímuž prvnímu uvedení ve Vídni dal svolení sám císař Josef II. Autorem libret obou slavných oper byl Ital Lorenzo da Ponte a obě byly s velkým úspěchem uvedeny v Praze. Operu Don Giovanni Mozart v Praze dokončil a dostalo se jí zde ve Stavovském divadle dne 29. října 1787 prvního provedení, kterému byl Mozart osobně přítomen. Mozartův tehdejší triumf v Praze pomohl ke zmírnění jeho finančních problémů.

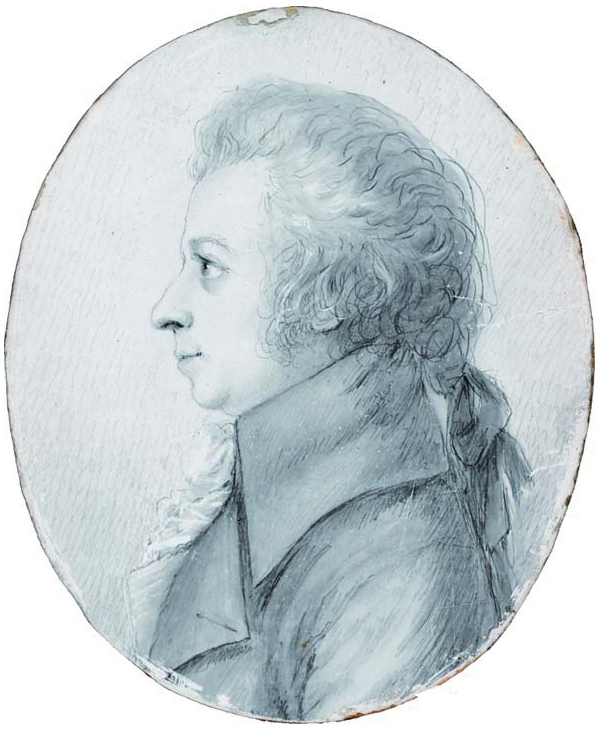
Wolfgang Amadeus Mozart, kresba od Doris Stock, 1789

Dne 6. září 1791 měla opět ve Stavovském divadle v Praze premiéru Mozartova další opera La clemenza di Tito, složená pro slavnostní korunovaci Leopolda II. na českého krále.
V téže době Mozart získal objednávku na novou italskou operu, jejíž libreto původně odmítl Antonio Salieri, Mozartův konkurent, s názvem Così fan tutte („Takové jsou všechny“).
V září roku 1790 uvedl Mozart operu Così fan tutte ve Frankfurtu nad Mohanem a podnikl další koncertní turné. Rovněž složil několik menších komorních děl a také zpěvohru (či operu) Kouzelná flétna (Die Zauberflöte) na libreto svého přítele Emanuela Schikanedera v německém jazyce. Toto okamžitě velmi populární dílo bylo poprvé provedeno 30. září roku 1791 v tehdy předměstském Divadle na Vídeňce (Theater auf der Wieden), jehož ředitelem byl Schikaneder. Ačkoli se Kouzelná flétna na první pohled jeví jako pouhá pohádka, obsahuje řadu zednářských a společensky radikálních motivů.

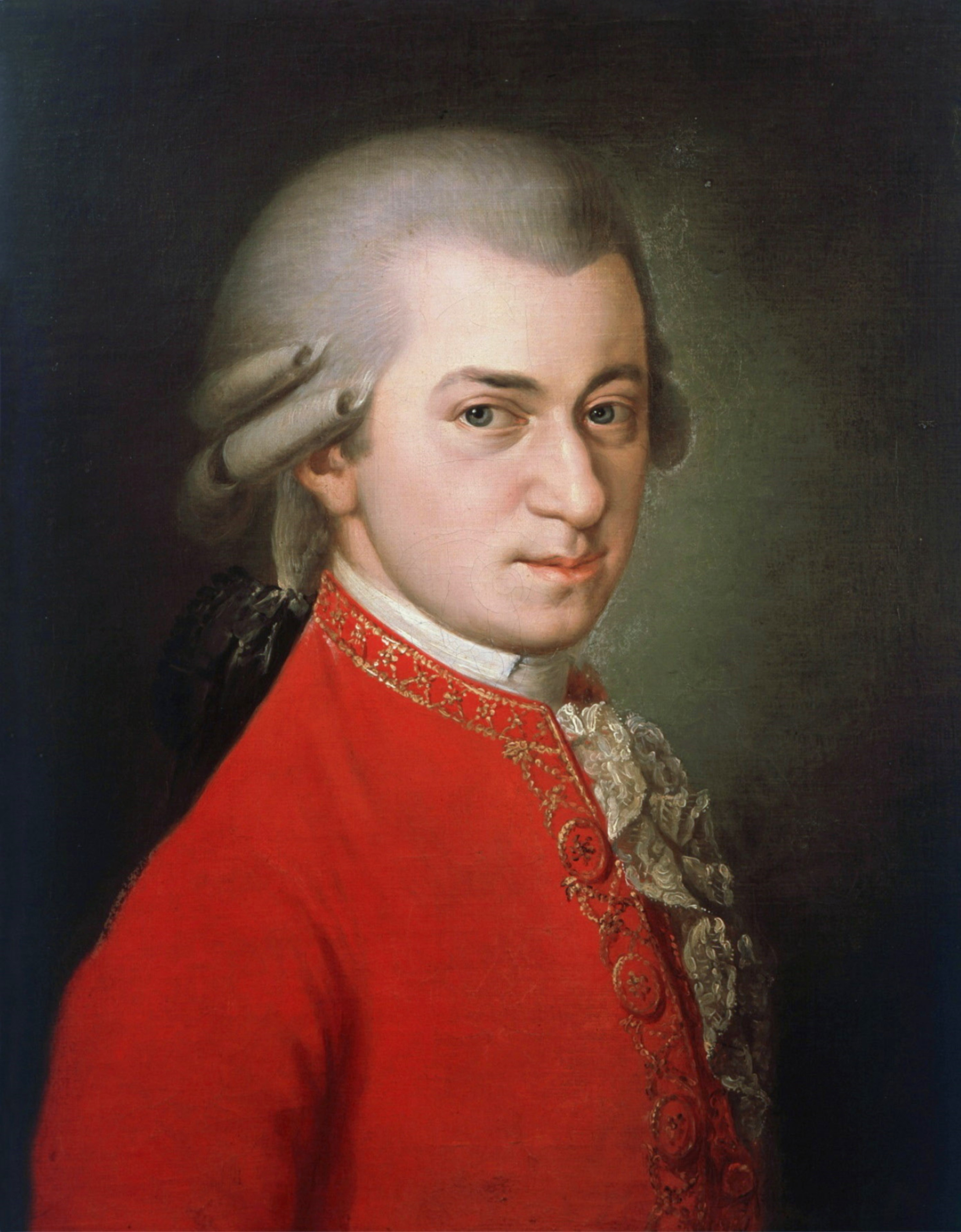
Wolfgang Amadeus Mozart, obraz od Barbary Krafft z roku 1819

Krátce před svou smrtí započal Mozart kompozici slavného Requiem, které však napsal sám jen asi ze dvou třetin.
Mozart složil během svého krátkého života neuvěřitelných 626 děl: symfonie, komorní hry, opery a sborové skladby. Je dlouhodobě jedním z nejpopulárnějších klasických skladatelů a jeho vliv na vývoj hudebního umění je hluboký. Ludwig van Beethoven skládal své vlastní rané práce ve stínu Mozarta a Joseph Haydn napsal, že „potomci neuvidí takový talent znovu za 100 let.“

## Mozartův vzhled a osobnost
Mozartův fyzický vzhled popsal jeho přítel tenorista Michael Kelly: „Wolfgang byl pozoruhodně malý muž, velmi hubený a bledý, s až přespříliš velkým množstvím pěkných světlých vlasů.“ Jeden z prvních Mozartových životopisců František Xaver Němeček (Niemetschek) napsal: „Nebylo na jeho fyzickém vzhledu nic zajímavého, byl malý a jeho tvář kromě jeho obrovských, pronikavých očí neznačila žádné známky geniality.“ Jeho pleť na obličeji byla zjizvená z dětství od neštovic. Miloval elegantní oblečení. Kelly si vybavoval vzpomínky na něj při zkoušce: „Byl na pódiu se svým sytě červeným frakem a zlatým krajkovaným kloboukem, udával tón hudby orchestru.“ O jeho hlasu později jeho žena Constanze napsala: „Měl tenor, spíše tlumený, když hovořil, a jemný ve zpěvu, ale když ho něco rozčílilo nebo bylo nutné být přísný, zněl energicky a silně.“

## Potomstvo
- Raimund Leopold Mozart (* 17. června 1783 Vídeň, † 19. srpna 1783 Vídeň)
- Carl Thomas Mozart (* 21. září 1784 Vídeň, † 31. října 1858 Milán)
- Johann Thomas Leopold Mozart (* 18. října 1786 Vídeň, † 15. listopadu 1786 Vídeň)
- Theresia Maria Anna Mozart (* 27. prosince 1787 Vídeň, † 29. června 1788 Vídeň)
- Anna Maria Mozart (* 16. listopadu 1789 Vídeň, † 16. listopadu 1789 Vídeň)
- Franz Xaver Wolfgang Mozart (* 26. července 1791 Vídeň; † 19. července 1844 Karlovy Vary)

## Mozart a Salieri
Podle romantické fabulace 19. století byl Antonio Salieri Mozartovým protivníkem, údajně na něho žárlil, záviděl mu jeho genialitu, a měl dokonce zavinit jeho smrt. Historická pravda je odlišná. Přestože byl Mozart bezesporu mnohem nadanější hudebník, měl Salieri větší úspěch u současníků. Zastával také velmi prestižní a výnosnou funkci ředitele divadla a dvorního kapelníka, protože jako Ital se těšil přízni dobové módy, která upřednostňovala Italy a italský styl opery. Za takové situace mohl spíš Mozart žárlit na svého protežovaného italského soka, zejména když Antonio Salieri často dostával přednost před Mozartem při objednávkách nové opery pro císařský dvůr. Přesto mezi nimi nebylo nijak silné nepřátelství, a nedávno znovu objevený tisk tří písní dokládá dokonce jejich spolupráci. Na libreto Lorenza da Ponte zkomponovali Salieri, Mozart a neznámý skladatel Cornetti každý po jedné písni.

## Dílo
Wolfgang Amadeus Mozart je považován za jednoho z největších skladatelů klasické hudby všech dob. Dílo W. A. Mozarta je katalogizováno a každá skladba nese označení katalogu KV a pořadové číslo.

### Seznamy děl
- KV – Köchelův seznam (Köchel-Verzeichnis)
- Seznam árií, písní a sborů W. A. Mozarta
- Seznam církevních skladeb, mší a motet W. A. Mozarta
- Seznam duet W. A. Mozarta
- Seznam kantát W. A. Mozarta
- Seznam komorních skladeb W. A. Mozarta
- Seznam koncertů W. A. Mozarta
- Seznam kvartet W. A. Mozarta
- Seznam kvintetů W. A. Mozarta
- Seznam oper a oratorií W. A. Mozarta
- Seznam orchestrálních děl W. A. Mozarta
- Seznam skladeb pro sólové nástroje W. A. Mozarta
- Seznam trií W. A. Mozarta

### Opery
- Die Schuldigkeit des Ersten Gebots (Povinnost prvního přikázání)
- Apollo et Hyacinthus (Apollo a Hyacint)
- Bastien und Bastienne (Bastien a Bastienka)
- La finta semplice (Prostá léčka)
- Mitridate, re di Ponto (Mitridates, král Pontský)
- La Betulia liberata
- Ascanio in Alba (Ascanio v Albě)
- Il sogno di Scipione (Scipionův sen)
- Lucio Silla
- Thamos, König in Ägypten (Thamos, král egyptský)
- La finta giardiniera
- Il re pastore (Král pastýř)
- Zaide (Zaida)
- Idomeneo
- Únos ze serailu (Die Entführung aus dem Serail)
- L'oca del Cairo
- Lo sposo deluso
- Divadelní ředitel (Der Schauspieldirektor)
- Figarova svatba (Le nozze di Figaro)
- Don Giovanni
- Così fan tutte
- Kouzelná flétna (Die Zauberflöte)
- La Clemenza di Tito (Titus)

### Árie
- Or che il dover… Tali e cotanti sono KV 36;
- Se al labbro mio non credi… Il cor dolente, KV 295;
- Per pietà, non ricercate KV 420;
- Misero! o sogno!… Aura, che intorno KV 431;
- Non più, tutto ascoltai… Non temer, amato bene KV 490

### Duchovní skladby
- Misero me… Misero pargoletto, KV 77;
- Se ardire, e speranza KV 82;
- Se tutti mali miei, KV 83;
- Fra cento affanni KV 88;
- Der Liebe himmlisches Gefühl KV 119;
- Ah, lo previdi… Ah, t'invola agl'occhi miei mV 272;
- Alcandro, lo confesso… Non sò d'onde viene KV 294;
- Popoli di Tessaglia… Io non chiedo, eterni Dei KV 316;
- Ma che vi fece, o stelle… Sperai vicino il lido KV 368;
- Misera, dove son!… Ah, non son io che parlo KV 369;
- A questo seno deh vieni… Or che il cielo a me ti rende KV 374;
- Nehmt meinen Dank, ihr holden Gönner KV 383;
- Mia speranza dorata… Ah, non sai qual pena, KV 416;
- Vorrei spiegarvi, oh Dio KV 418;
- No, no, che non sei capace KV 419;
- In te spero, o sposo amato KV 440;
- Basta, vincesti… Ah, non lasciarmi KV 486a;
- Ch'io mi scordi di te… Non temer, amato bene KV 505;
- Bella mia fiamma… Resta, o cara KV 528;
- Ah se in ciel, benigne stelle KV 538;
- Alma grande e nobil cuore KV 578;
- Schon lacht der holde Frühling KV 580;
- Chi sà, chi sà qual sia K. 582, Vado, ma dove? KV 583

### Komorní skladby
- Malá noční hudba (Eine kleine Nachtmusik)
- O heiliges Band KV 148,
- Oiseaux, si tous les ans KV 307,
- Dans un bois solitaire KV 308,
- Die Zufriedenheit KV 349,
- Komm, liebe Zither KV 351,
- Warnung KV 433,
- Gesellenreise KV 468,
- Der Zauberer KV 472,
- Das Veilchen KV 476,
- Die Alte KV 517,
- Die Verschweigung KV 518,
- Das Lied der Trennung KV 519,
- Als Luise die Briefe ihres ungetreuen Liebhabers verbrannte KV 520,
- Abendempfindung KV 523,
- An Chloe KV 524,
- Des kleinen Friedrichs Geburtstag KV 529,
- Das Traumbild KV 530,
- Grazie agl'inganni tuoi KV 532,
- Sehnsucht nach dem Frühlinge KV 596,
- Im Frühlingsanfang KV 597,
- Das Kinderspiel KV 598
- Rondo alla Turca

## Interpretace, nahrávky
Nejlepší nahrávka díla W. A. Mozarta je jednou za dva roky oceněna cenou Wiener Flötenuhr.
Na nekomerčním projektu Musopen postupně přibývají volně šiřitelné (jako volná díla) Mozartovy skladby, které nahráli a zpracovali přední světoví hudebníci.

### Nahrávky na nástrojích Mozartovy doby
- Nikolaus Harnoncourt, Rudolf Buchbinder. Wolfgang Amadeus Mozart. Piano Concerti Nos. 23 & 25. Nahráno na replice klavíru Walter of Paul McNultyho
- Viviana Sofronitsky. W.A. Mozart: 11CD box, the first world complete works for piano and orchestra performed on original instruments.  Orchestra: Musicae Antiquae Collegium Varsoviense "Pro Musica Camerata", Polsko. Nahráno na replice klavíru Walter of Paul McNultyho
- András Schiff. Wolfgang Amadeus Mozart. Piano works. Nahráno na klavíru Mozarta, Salcburk
- Linda Nicholson. Wolfgang Amadeus Mozart. Sonatas for Fortepiano. Nahráno na originálním klavíru Walter
- Paul Badura-Skoda. Wolfgang Amadeus Mozart. Works for piano. Nahráno na originálním klavíru Walter

## Nástroje
Ačkoli některé Mozartovy rané skladby byly napsány pro cembalo, v raných letech se seznámil Mozart také s klavíry od řezenského stavitele klavírů Franze Jakoba Späthe. Později, když Mozart navštívil Augsburg, na něj udělala dojem Steinova piana, a o tento dojem se podělil v dopise svému otci. 22. října 1777 měl premiéru Mozartův triple-klavírní koncert (K.242) na nástrojích od Steina. Varhaník v augsburské katedrále Johan Michael Demmler hrál první, Mozart druhou a Johann Andreas Stein třetí část. V roce 1783, když žil Mozart ve Vídni, koupil nástroj od Waltera. Leopold Mozart potvrdil pouto, které Mozart měl ke svému fortepianu Walter: „Nelze popsat ten shon. Piano vašeho bratra bylo nejméně dvanáctkrát přesunuto z jeho domu do divadla nebo do domu někoho jiného.“

## Zajímavosti a souvislosti
- Mozart byl člověk velmi malé tělesné výšky, s velkou hlavou, modrooký, světlých vlasů, obličej pouze slabě poďobaný od neštovic;[18] v žádném případě se prý nejednalo o nějakého výrazně atraktivního krasavce.
- Mozart byl nicméně člověk nesmírně společenský a ve společnosti (zejména v dámské) byl velice oblíbený pro svoji zvláštní povahu. Ovšem zajímavé je také to, že se dokázal pohybovat a být oblíbený prakticky ve všech společenských vrstvách bez rozdílu.
- Mozart měl fenomenální hudební paměť, většinu tehdejších hudebních skladeb si dokázal kompletně zapamatovat (a to prý už od raného dětství) na jediný poslech, tuto skladbu pak dokázal velice rychle i zaznamenat v notách.
- Již jako dítě choval jako domácí zvířata kanárka, špačka, psa a později měl i koně, na kterém se rád projížděl.
- Měl rád kulečník a tanec.
- Mozart byl člověk také dosti náruživý, je známo, že byl vynikajícím karetním hráčem a ovládal prý velmi nadprůměrně až několik desítek různých karetních her, vedle samotné hudby prý byly karty jeho další velkou osobní vášní.
- Mozart mluvil plynně několika světovými jazyky, kromě němčiny ovládal výborně italštinu a francouzštinu.
- Mozartův kult je jak v Rakousku tak v Německu stále velmi živý, jsou po něm pojmenovány nejen hudební festivaly, ale i výrobky naprosto nehudebního charakteru, kupř. cukrovinky jako jsou Mozartovy koule z pistáciového marcipánu, obalené čokoládou.
- Mozart miloval smažené kuřecí kousky a potřeboval je prý ke své tvorbě.
- Po Mozartovi byl v sezóně 2016/2017 pojmenován pár mezinárodních vlaků railjet (372/373) společností České dráhy a ÖBB v trase: Praha - Brno - Wien (- Bruck an der Mur - Graz) a zpět.

## Ohlasy v kultuře
- Mozartova cesta do Prahy (1856, Mozart auf der Reise nach Prag) je poetická novela německého romantického básníka a prozaika Eduarda Friedricha Mörikeho zachycující cestu Wolfganga Amadea Mozarta do Prahy na premiéru opery Don Giovanni na podzim roku 1787.
- Amadeus, krátká hra Alexandra Puškina, později operní adaptace Nikolaje Rimského-Korsakova.
- Amadeus, hra z roku 1979 od Petera Shaffera – částečně založeno na životopisech W. A. Mozarta a A. Salieriho, později byl podle ní natočen americký film Amadeus režiséra Miloše Formana.
- Vladimír Holan napsal svou Mozartianu ve dvou básnických cyklech (I. 1940, II. 1952-54), vyd. 1963
- Jaroslav Seifert vydával v bibliofilských tiscích titul Mozart v Praze, který se nakonec ustálil na třinácti básních ve formě rondeau. Československý spisovatel 1956.